# 被写界深度
被写界深度（ひしゃかいしんど、英語: Depth of field, DOF、オランダ語: Scherptediepte）は、写真撮影において、ピント（焦点）を合わせた距離を中心とした遠近の距離範囲のうちで、ピントがほぼ合ったように鮮明に見える範囲の広さを指す。ピントの語源はオランダ語で、焦げる点を表す Brundpunkt の Punkt（点、ポイント）である。
一般的に写真撮影ではピントを合わせた距離に位置する像は鮮明に見え、その距離から遠近双方へ離れるほど、像は次第に不鮮明となる。被写界深度が深いほど、より遠近の広い範囲に亘って像は鮮明に見える。逆に浅いほど鮮明に見える範囲は狭く、遠近両側に離れた像はボケて（不鮮明に）見えることとなる。

## 概要
写真撮影の際、レンズを通して被写体のある点に焦点（ピント、フォーカス）を合わせると、厳密にはその一点にしか焦点はあっていないが、人間の目には、その前後も焦点が合っているように見える。被写界深度とはその範囲をいう。ボケがある程度以下だと、人間の視力ではボケを判別できないことから生ずる。
レンズは、F値（絞り値）を上げる（光の入り口を小さくする）ことで、被写界深度を広げられる。被写界深度はF値、レンズの焦点距離、撮影距離（被写体とカメラの間の距離）で決まる。絞り値を自由にコントロールできるカメラでは、この原理を利用し、意図的にF値を上げることで、広い範囲に焦点の合った写真を撮影したり、逆に絞りを開けて、被写体の前方・後方をぼかしたりと、多彩な表現が可能となる。これは、視力の弱い人が光の入り口である目を細めると物がはっきり見えるのと同じ原理である
結像位置は被写界深度の中央ではなく、カメラに近い側が浅く（ピントが合っているように見える範囲が狭く）、奥側が深く（ピントが合っているように見える範囲が広く）なる。
右の二つの写真を比較すると、上の写真では近くのバラにも遠くの洋館にも焦点が合っているように見え、焦点が合っている範囲が手前から奥へと広い。このような状態を「被写界深度が深い」または「パンフォーカス」という。
一方、下の写真では花の「シベ」の部分にしか焦点が合っておらず、花びらでさえ奥側と手前側はぼけている。焦点が合っている範囲が狭いこのような状態を、「被写界深度が浅い」という。
同じ内容を指して被写体深度と言う表記が用いられることがあるが、これは誤用である。また、焦点深度は別の概念で、結像面（例えばフィルムや撮像素子の表面）側における範囲のことである。

## ピントが合っているとはどういうことか

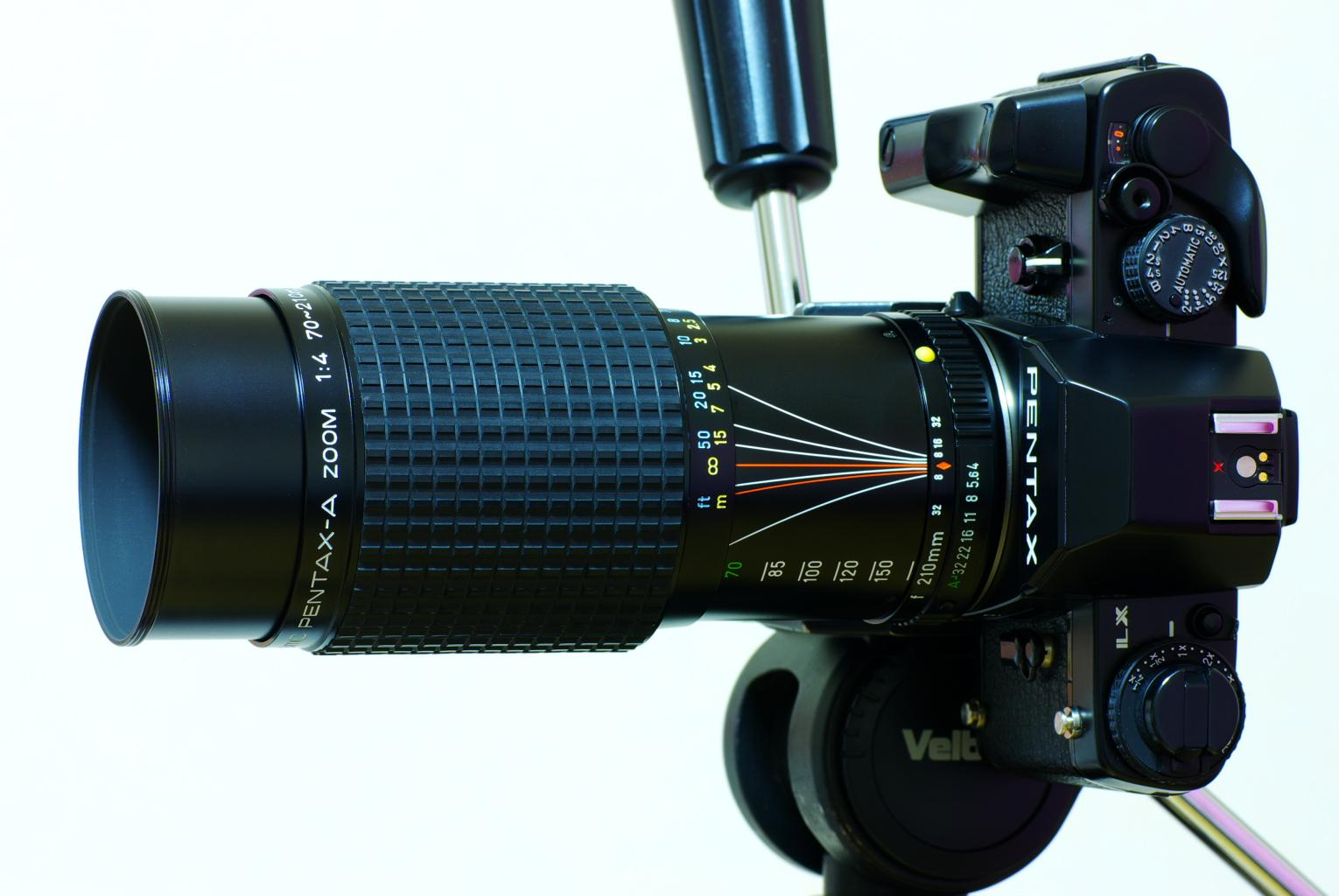
1980年代に流行した被写界深度曲線が刻まれたズームレンズの例。この曲線内に距離目盛りがあれば、ピントが合っていることの目安となる。

理想的な写真レンズにおいてピントが合っていると言うことは、被写体の位置に点光源があると想定したとき、その点光源から放たれた光が、フィルム面ないしは撮像素子表面においてもただ一点にのみ収束するということである。そのような状態は実現できないのであるが、実用上は仮想的な点光源からの光が結像面上でもっとも強く収束するような条件をもって、ピントが合っていると考える。理想的にピントが合っている状態でも、実際のレンズでは諸収差などのため結像面上での像はぼやけ、絞りの形状が円形であるならば点光源からの光が結像面上ではある円形の範囲に広がる。このように、実際にはピントが合っていてもいなくても点光源からの光が結像面上で結ぶ像は円形となり、この円のことを錯乱円と呼ぶ。錯乱円の大きさはレンズの焦点距離と絞り値に依存し、被写体の位置がピントが合っている場所から離れれば離れるほど大きくなる。
錯乱円の大きさが、フィルムに塗布された乳剤中の感光性物質の粒子の大きさや、撮像素子の画素ピッチよりも小さかったならば、ピントが厳密に合っているのかどうかを撮影された画像から区別することは不可能である。また、撮影された画像を鑑賞する際に、錯乱円の大きさが人間の目で見て点と区別がつかないほどに小さければ、その位置でもピントが合っているとみなしてかまわない。そのような最大の大きさを持つ錯乱円のことを特に許容錯乱円と呼び、フィルムや撮像素子のサイズなどによって異なってくる。

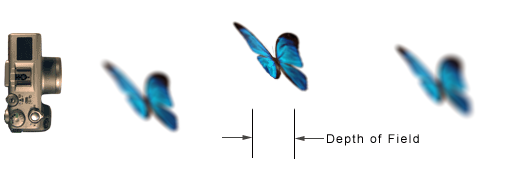
ピントが合っている場合、蝶はシャープに見え、あっていない場合はぼやけて見える

### フィルムフォーマットごとの許容錯乱円の一覧
以下にさまざまなフィルムフォーマットにおける許容錯乱円の大きさについて典型的に使用される大きさを例示する。ただし、これらはあくまでも典型的な数値であり、大きく引き伸ばすときはこれより小さな数値が要求されるし、用途によってはもっと大きな数値で十分な場合もある。
| サイズ   | フィルム フォーマット | 撮像面サイズ     | 許容錯乱円の直径 |
| -------- | --------------------- | ---------------- | ---------------- |
| 小サイズ | APS-C                 | 22.5mm x 15.0 mm | 0.019 mm         |
| 小サイズ | 35mm                  | 36 mm x 24 mm    | 0.026 mm         |
| 中判     | 645                   | 56 mm x 42 mm    | 0.043 mm         |
| 中判     | 6x6                   | 56 mm x 56 mm    | 0.049 mm         |
| 中判     | 6x7                   | 56 mm x 69 mm    | 0.055 mm         |
| 中判     | 6x9                   | 56 mm x 84 mm    | 0.062 mm         |
| 中判     | 6x12                  | 56 mm x 112 mm   | 0.077 mm         |
| 中判     | 6x17                  | 56 mm x 168 mm   | 0.109 mm         |
| 大判     | 4x5                   | 102 mm x 127 mm  | 0.100 mm         |
| 大判     | 5x7                   | 127 mm x 178 mm  | 0.135 mm         |
| 大判     | 8x10                  | 203 mm x 254 mm  | 0.200 mm         |

## 焦点距離・絞りと被写界深度
一般に被写界深度はレンズの焦点距離、絞り、許容錯乱円の大きさに依存する。具体的には次のように計算される。
はじめに、その距離の被写体にピントを合わせたとき無限遠が被写界深度の後端ぎりぎりに入るような距離（これを過焦点距離と呼ぶ）を計算する。過焦点距離をH、レンズの焦点距離をf、レンズの絞り値をN、許容錯乱円の直径をcとするとその関係は以下のとおりとなる。
{\displaystyle H\approx {\frac {f^{2}}{Nc}}}
（以降の計算を単純にするための近似値。正確には{\displaystyle H=f+{\frac {f^{2}}{Nc}}}）
つぎに、任意の距離の被写体に焦点を合わせたときの被写界深度の前端と後端をそれぞれ計算する。被写体の距離をs、被写界深度の前端後端をそれぞれDN、DFとすると以下のとおりとなる(レンズの焦点距離に対して、レンズから被写体までの距離が十分に大きい場合の近似)。
{\displaystyle D_{N}\approx {\frac {s(H-f)}{H+s-2f}}}
{\displaystyle D_{F}\approx {\frac {s(H-f)}{H-s}}}
上記の式から以下のことがわかる(式から直接読み取るのは困難だが、実際に計算すると分かる。厳密な式と計算法は例えば外部リンク「カメラと光について」等に記載がある)。
- 被写界深度はレンズの焦点距離が短い（広角よりな）ほど深くなる。
- 被写界深度は絞りを絞り込む（F値が大きい）ほど深くなる。

この性質を利用して、トイカメラやレンズつきフィルムなどの多くは、ピント合わせのための機構を省略したパンフォーカスの設定で使用することが多い。
しかしながら、絞り値をあまり大きくすることにも問題がある。ある程度以上絞り込んだ場合、絞りによる光の回折現象によっていわゆる小絞りボケと呼ばれる現象が発生する。許容錯乱円の大きさが小さい、小サイズフォーマットほどこの傾向は顕著となり、デジタルカメラなどで問題とされるケースがある。
また、被写界深度はフィルムフォーマットの影響も受ける。同じ画角で撮影しようとしたとき、焦点距離はフィルムや撮像素子のサイズに比例し、許容錯乱円の直径もまた大雑把にはフィルムのサイズに比例する。前者はフィルムのサイズが小さいほど被写界深度が深くなる影響を及ぼし、後者は逆にフィルムのサイズが小さいほど被写界深度が浅くなる影響を及ぼす。前者の影響は後者の影響よりも大きいため、同じ画角・距離・絞り値で撮影したときの被写界深度はフィルムサイズが小さいほど深くなることになる（詳しくは下記外部リンク参照）。デジタルカメラは、既存の35ミリフィルムでの画面サイズよりも小さな撮像素子を使っていることが多い（フルサイズ機を除く）ので、被写界深度が深くなり、ボケを生かした撮影などには不向きであるといわれているが、一方パンフォーカスの撮影や奥行きのある被写体のマクロ撮影には向いている（近接撮影では被写界深度が浅くなりやすい）。

## 被写界深度を生かした写真表現

### パンフォーカス
冒頭のバラと洋館の写真はパンフォーカスといわれる写真である。被写界深度が深く、近景から遠景まですべてピントが合って見える。
遠くのものも、近くのものもハッキリ写ってほしいという願望は、平均的なカメラ利用者にとって、ごく自然なものといえよう。たとえば、観光地に行って背景と、手前の人物の両方にピントが合っていなければ記念写真としては失格である。そのため、こういう場合は、被写界深度を深くし、手前から遠景までピントを合わせパンフォーカス状態で撮るのが適切である。
できるだけ、広角レンズを用い、絞りを絞り込んで（F値を大きくする）撮影するのが基本である。ただ、絞り込むと、どうしてもシャッター速度が遅くなり、暗いところではブレの原因になる。ある程度、感度を上げてシャッター速度を短縮することも一つの工夫である。また、絞りすぎると、光の回折現象のため小絞りボケが生じるので注意が必要である。
携帯電話のカメラ、コンパクトカメラやレンズ付きフィルムはパンフォーカスに適合して設計されることが多い。
パンフォーカスは、風景写真などによく利用される。またスナップ写真に用いると、ピント合わせの時間が省略でき、シャッターチャンスをつかみやすい。

### ぼけ表現

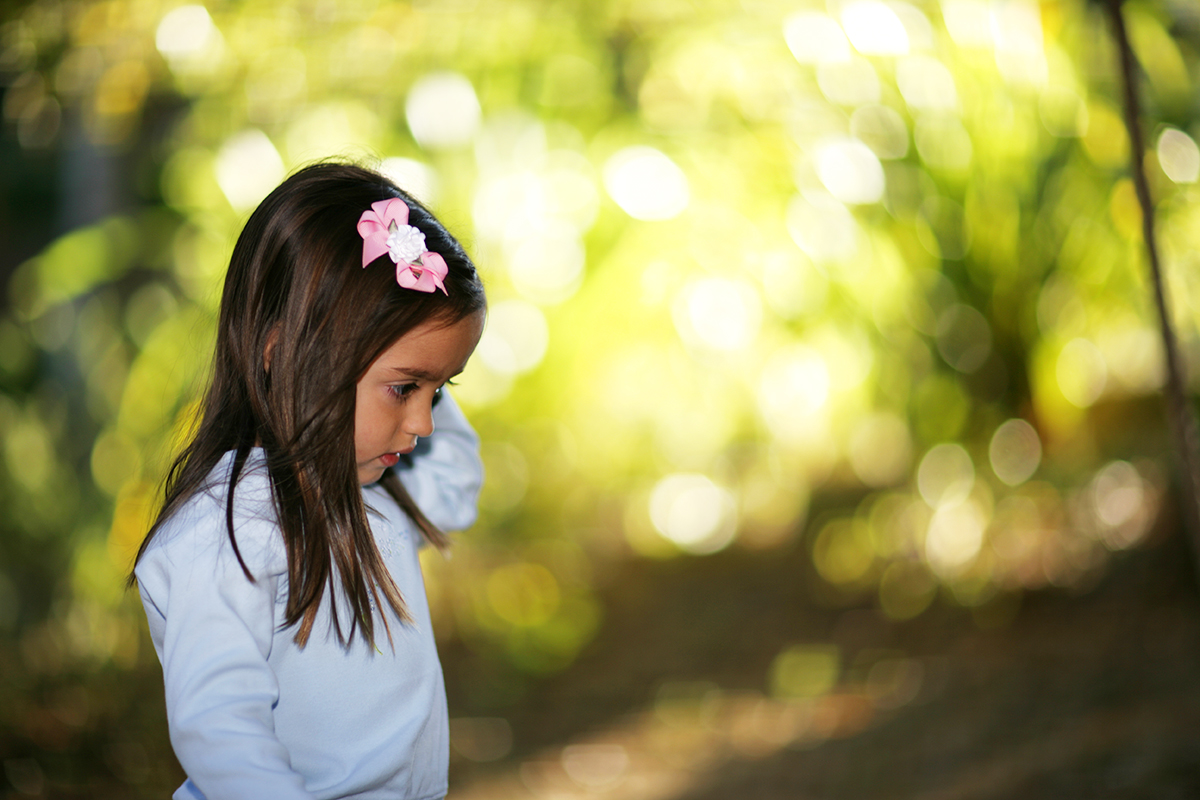
ポートレートにおけるボケ表現

逆に、被写界深度を浅くして、主役のみにピントを当て、背景や前景をぼかす写真表現もある。これをボケ表現という。ポートレートなどではこの方法が多用される。望遠レンズを用い、絞りを開き、背景をぼかし、人物を浮かび上がらせるという手法である。花などの写真にも取り入れられている。これは日本発祥の方法で、2000年ごろから諸外国でもBokeh（ボケ）という言葉が使われ、斬新な表現手法として注目されている

。